# Hermonassa oxyspila
Hermonassa oxyspila är en fjärilsart som beskrevs av Charles Boursin 1968. Hermonassa oxyspila ingår i släktet Hermonassa och familjen nattflyn. Inga underarter finns listade i Catalogue of Life.